# Trzepizurka
Trzepizurka – struga płynąca w okolicach Częstochowy, prawy dopływ Stradomki, uchodzący do zbiornika w Blachowni. Bywa także określana jako Aleksandria. Przepływa przez gminy Konopiska oraz Blachownia. Powierzchnia zlewni Trzepizurki wynosi 22,11 km².
Obszar zlewni jest słabo zurbanizowany, ciek przepływa w znacznej mierze przez tereny leśne. Do Trzepizurki wpadają dwa mniejsze cieki: Żabianka  i  Brzozowianka. Nad  brzegami cieku rosną nieduże zagajniki łęgowe, spośród rzadkich gatunków  roślin występuje tam liczydło górskie.